# 爆笑伝説!志村けんの変なおじさんVSネプチューン大決戦!!
『爆笑伝説!志村けんの変なおじさんVSネプチューン大決戦!!』（ばくしょうでんせつ しむらけんのへんなおじさんバーサスネプチューンだいけっせん）は、1999年12月7日にフジテレビ系全国ネットの単発特別番組枠『火・曜・特・番!!』枠で放送されたバラエティ番組。

## 内容
志村けんとネプチューンが初共演したバラエティ番組で、彼らによる芸者コントや学校コント、志村の変なおじさんコントやひとみばあさんコントなどを放送していた。しかし、実際にはネプチューンが出ないコントも多かった。元々は『志村けんの変なおじさんVSネプチューンでワッショイ!!』というタイトルだった。

## 出演者
- 志村けん
- ネプチューン（名倉潤・原田泰造・堀内健）
- 田代まさし
- 桑野信義
- 上島竜兵（ダチョウ倶楽部）
- 肥後克広（ダチョウ倶楽部）
- 乾き亭げそ太郎
- 柄本明
- 優香
- 飯島愛
- 村田和美
- 永田杏子
- 麻丘めぐみ
- 田中美奈子
- YOU
- 若菜瀬奈

## スタッフ
- 作・構成：朝長浩之、鈴木しげき、中野義博
- 音楽：たかしまあきひこ
- タイトル：高柳義信
- クレーン：明光セレクト
- 協力：佐藤動物プロダクション
- 技術協力：ニユーテレス、IMAGICA、FLT
- 制作協力：エス・カンパニー、エクシーズ、ゼブラカンパニー、ワールドミュージック
- 演出：戸上浩・小倉肇（エクシーズ）
- プロデューサー：井澤健
- 企画制作：イザワオフィス